# Laurentes Lavinates
Die Laurentes Lavinates (lateinischer Plural, Singularform Laurens Lavinas) waren eine antike römische Vereinigung wohl religiösen Charakters, die nach den beiden alten im Latium gelegenen Städten Laurentum und Lavinium benannt war, die wiederum eine bedeutende Rolle in der mythischen Gründungsgeschichte Roms spielten. Aus Inschriften ist für diverse Mitglieder der römischen Oberschicht die Zugehörigkeit zu diesem Collegium bezeugt, dessen genaue Struktur und Tätigkeit ist jedoch in vielen Punkten noch unklar.
Die Gemeinschaft der Laurentes Lavinates war nominell in Lavinium angesiedelt, wurde aber von Rom aus organisiert und konzipiert. Ihre Mitglieder sind über das römische Reich verstreut nachgewiesen. Die Mitglieder unterschieden sich in die „einfachen“ und die priesterlichen Laurentes Lavinates: Die Priesterämter waren in ihrer Struktur und ihren Funktionen wohl anderen Collegia wie den römischen Priesterschaften nachempfunden und beinhalteten vermutlich verschiedene Funktionen wie den Flamen und den Salier. In den Inschriften bezeichnen sich diese Amtsträger jedoch in der Regel einfach als „sacerdos“ („Priester“) der Laurentes Lavinates, sodass eine genauere Differenzierung der einzelnen Funktionen schwierig ist. Neben diesen eindeutig religiösen Positionen gab es noch einen größeren Mitgliederkreis, dessen Angehörige sich in den Inschriften in der Regel einfach als „Laurens Lavinas“ bezeichnen und aus dem sich die priesterlichen Laurentes Lavinates rekrutierten. Allerdings scheint in der Antike zumindest teilweise die gesamte Vereinigung als religiöse Organisation wahrgenommen worden zu sein und nicht nur der Teil mit klar priesterlichen Amtsbezeichnungen.
Die Organisation der Laurentes Lavinates könnte im Rahmen der Wiederbegründung von Lavinium durch Kaiser Augustus entstanden sein, die vorgenommen worden war, weil die julisch-claudische Herrscherfamilie ihre Abstammung auf den Stadtgründer Laviniums, den trojanischen Helden Aeneas, zurückführte. Einer Hypothese von Hermann Dessau zufolge sollten die Laurentes Lavinates symbolische Stellvertreter des nicht mehr tatsächlich existierenden lavinischen Volkes sein, um die sakralen Aufgaben in der religiös wichtigen, aber politisch längst nicht mehr bedeutenden Stadt zu übernehmen. Demnach könnten auch die nicht offiziell priesterlichen Ämter der Vereinigung angesichts des religiösen Charakters der gesamten Stadt letztlich sakrale Funktionen gewesen sein. Die meisten Mitglieder der Laurentes Lavinates entstammten dem römischen Ritterstand, es sind aber (vor allem aus dem Ende des 2. und der ersten Hälfte des 3. Jahrhunderts) auch nicht-ritterliche Laurentes Lavinates bezeugt.
Priester der Laurentes Lavinates waren an den Opfern beteiligt, die die hohen römischen Beamten (Konsuln, Praetoren, Diktatoren) zu Beginn ihrer Amtszeit in Lavinium den Penaten und der Vesta darbrachten. Auch an den Kulthandlungen im Rahmen der Feriae Latinae waren sie beteiligt.